# Assens
 Ovo je glavno značenje pojma Assens. Za druga značenja pogledajte Assens (razdvojba).
Assens je grad u regiji Južna Danska. Star je oko 800 godina i ima dobro očuvanu staru gradsku jezgru. Također ima mnoge moderne zgrade, trgovine i poznatu marinu. U njemu je rođen kipar Jens Adolf Jerichau.